# Marguetta pulchra
Marguetta pulchra is een mosdiertjessoort uit de familie van de Bryocryptellidae. De wetenschappelijke naam van de soort is voor het eerst geldig gepubliceerd in 1903 door Jullien.